# Småting
«Småting» —en español: «Pequeñas cosas»— es una canción compuesta por Kåre Grøttum e Ivar Børsumm e interpretada en Idioma noruego por Grethe & Benny. Fue elegida para representar a Noruega en el Festival de la Canción de Eurovisión tras ganar el Melodi Grand Prix en 1972.

## Festival de Eurovisión

### Melodi Grand Prix 1972
El certamen noruego se celebró el 19 de febrero de 1972, presentado por Vidar Lønn-Arnesen. La canción fue interpretada dos veces: primero por Hanne Krogh con una pequeña banda y luego por Grethe & Benny con una orquesta grande. Finalmente, la canción resultó ganadora con 43 puntos.

### Festival de la Canción de Eurovisión 1972
Esta canción fue la representación noruega en el Festival de Eurovisión 1972. La orquesta fue dirigida por Carsten Klouman.
La canción fue interpretada sexta en la noche del 25 de marzo de 1972, seguida por Portugal con Carlos Mendes interpretando «A festa da vida» y precedida por Reino Unido con The New Seekers interpretando «Beg, Steal or Borrow». Al final de las votaciones, había recibido 73 puntos, quedando en 14º puesto de un total de 18.
Fue sucedida como representación noruega en el Festival de 1973 por Bendik Singers con «It's Just a Game».

## Letra
La canción es una balada, con el dúo comparando los grandes éxitos de la vida humana (heredar un castillo, pisar la luna) con “pequeñas cosas” como ver un ocaso, lo cual cantan como experiencias superiores.